# Progressieve Alliantie van Socialisten en Democraten
De Progressieve Alliantie van Socialisten en Democraten (S&D) is de sociaaldemocratische fractie in het Europees Parlement. Ze is ontstaan op 23 juni 2009, als een alliantie tussen de Partij van de Europese Sociaaldemocraten (PES) en de Italiaanse Democratische Partij. Ze is de op één na grootste fractie in het Europese Parlement, na die van de Europese Volkspartij (EVP).
Na de Europees Parlementsverkiezingen van 2009 streefde de sociaaldemocratische fractie naar eenheid met de Democratische Partij uit Italië. Van die partij hadden al 14 Europarlementariërs in deze fractie zitting, maar ook 8 parlementariërs in de ALDE-fractie. De Democratische Partij is namelijk een brede verzameling van centrum-linkse partijen, sterk beïnvloed door sociaaldemocratie en christelijk links. Daarvoor was een nieuwe naam nodig voor deze Eurofractie. Op initiatief van PES-fractievoorzitter Martin Schulz werd gekozen voor de naam Progressieve Alliantie van Socialisten en Democraten, die op 23 juni 2009 werd goedgekeurd.
Na de Europese verkiezingen van 2014 werd de fractie geleid door Gianni Pittella, een Italiaans parlementslid voor de Partido Democratico. Pittella deed in 2017 een gooi naar het voorzitterschap van het Europees Parlement, in opvolging van de Duitser Martin Schulz. Pittella werd tweede tijdens de verschillende stemrondes en moest het uiteindelijk afleggen tegen de centrumrechtse kandidaat Antonio Tajani. Enkele weken voordien had de sociaaldemocratische fractie ook al de traditionele Grote Coalitie (met de grootste fractie - EVP - centrumrechts) opgezegd. Pittella stapte na de Italiaanse parlementsverkiezingen van 2018 op als lid van het Europees Parlement om senator te worden. Udo Bullmann volgde hem op als fractievoorzitter.
Na de verkiezingen van 2019 werd de Spaanse Iratxe García gekozen als fractievoorzitter.

## Leden

De S&D had in de zittingsperiode 2014/2019 parlementsleden uit alle 28 lidstaten, waarvan 25 met meerdere parlementsleden (rood) en 3 met één parlementslid (roze).

| Land                | Nationale partij                                      | Europese partij | Zetels | Zetels | Zetels | Zetels |
| Land                | Nationale partij                                      | Europese partij | 2009   | 2014   | 2019   | 2024   |
| ------------------- | ----------------------------------------------------- | --------------- | ------ | ------ | ------ | ------ |
| België              | Vooruit                                               | PES             | 2      | 1      | 1      | 2      |
| België              | Parti Socialiste                                      | PES             | 3      | 3      | 2      | 2      |
| Bulgarije           | Bulgaarse Socialistische Partij                       | PES             | 4      | 4      | 5      | 2      |
| Cyprus              | Kinima Sosialdimokraton                               | PES             | 1      | 1      | 2      | -      |
| Cyprus              | Dimokratikó Kómma                                     | -               | 1      | 1      | -      | 1      |
| Denemarken          | Socialdemokraterne                                    | PES             | 4      | 3      | 3      | 3      |
| Duitsland           | Sozialdemokratische Partei Deutschlands               | PES             | 23     | 27     | 16     | 14     |
| Estland             | Sociaaldemocratische Partij                           | PES             | 1      | 1      | 2      | 2      |
| Finland             | Sociaaldemocratische Partij van Finland               | PES             | 2      | 2      | 2      | 2      |
| Frankrijk           | Parti Socialiste                                      | PES             | 14     | 13     | 5      | 10     |
| Frankrijk           | Place publique                                        | -               | -      | -      | -      | 3      |
| Griekenland         | PASOK                                                 | PES             | 8      | 2      | 2      | -      |
| Griekenland         | PASOK-KINAL                                           | PES             | -      | -      | -      | 3      |
| Griekenland         | To Potami                                             | -               | -      | 2      | -      | -      |
| Hongarije           | Hongaarse Socialistische Partij                       | PES             | 4      | 2      | 5      | -      |
| Hongarije           | Demokratikus Koalíció                                 | -               | -      | 2      | -      | 2      |
| Ierland             | Irish Labour Party                                    | PES             | 3      | -      | -      | 1      |
| Ierland             | onafhankelijk                                         | -               | -      | 1      | -      | -      |
| Italië              | Democratische Partij                                  | PES             | 21     | 31     | 19     | 21     |
| Kroatië             | Sociaaldemocratische Partij van Kroatië               | PES             | [ b ]  | 2      | 3      | 4      |
| Letland             | Sociaal-Democratische Partij ‘Harmonie’               | PES             | 1      | 1      | 2      | 1      |
| Litouwen            | Lietuvos socialdemokratų partija                      | PES             | 3      | 2      | 2      | 2      |
| Luxemburg           | Lëtzebuerger Sozialistesch Aarbechterpartei           | PES             | 1      | 1      | 1      | 1      |
| Malta               | Malta Labour Party                                    | PES             | 3      | 3      | 4      | 3      |
| Nederland           | Partij van de Arbeid                                  | PES             | 3      | 3      | 6      | 4      |
| Oostenrijk          | Sociaaldemocratische Partij van Oostenrijk            | PES             | 4      | 5      | 5      | 5      |
| Polen               | Alliantie van Democratisch Links - Unie van de Arbeid | PES             | 7      | 5      | 5      | -      |
| Polen               | Wiosna                                                | -               | -      | -      | 3      | -      |
| Polen               | Nowa Lewica                                           | -               | -      | -      | -      | 3      |
| Portugal            | Partido Socialista                                    | PES             | 7      | 8      | 9      | 8      |
| Roemenië            | PSD/PC/UNPR                                           | PES             | 11     | 16     | 10     | 11     |
| Slovenië            | Sociaaldemocraten                                     | PES             | 2      | 1      | 2      | 1      |
| Slowakije           | SMER - sociálna demokracia                            | PES             | 5      | 4      | 3      | -      |
| Spanje              | Partido Socialista Obrero Español                     | PES             | 21     | 14     | 20     | 20     |
| Tsjechië            | Tsjechische Sociaaldemocratische Partij               | PES             | 7      | 4      | -      | -      |
| Verenigd Koninkrijk | Labour Party                                          | PES             | 13     | 20     | 10     | -      |
| Zweden              | Sveriges socialdemokratiska arbetareparti             | PES             | 5      | 5      | 5      | 5      |
| Zweden              | Feministiskt initiativ                                | -               | -      | 1      | -      | -      |
| totaal              | totaal                                                | totaal          | 184    | 191    | 154    | 136    |

zittingsperiode 2024/2029

Europese Volkspartij · Progressieve Alliantie van Socialisten en Democraten · Patriotten voor Europa · Europese Conservatieven en Hervormers · Renew Europe · De Groenen/Vrije Europese Alliantie · Linkse Fractie · Europa van Soevereine Naties
niet-fractiegebonden leden